# Vinter-OL 1956
Vinter-OL 1956 blev afholdt i Cortina d'Ampezzo i Italien. Bedste nation blev Sovjetunionen med 7 guldmedaljer.

## Medaljestatistik
| Medaljefordelingen ved vinter-OL 1956 | Medaljefordelingen ved vinter-OL 1956 | Medaljefordelingen ved vinter-OL 1956 | Medaljefordelingen ved vinter-OL 1956 | Medaljefordelingen ved vinter-OL 1956 |       |
| Nr.                                   | Land                                  | Guld                                  | Sølv                                  | Bronze                                | Total |
| ------------------------------------- | ------------------------------------- | ------------------------------------- | ------------------------------------- | ------------------------------------- | ----- |
| 1                                     | Sovjetunionen                         | 7                                     | 3                                     | 6                                     | 16    |
| 2                                     | Østrig                                | 4                                     | 3                                     | 4                                     | 11    |
| 3                                     | Finland                               | 3                                     | 3                                     | 1                                     | 7     |
| 4                                     | Schweiz                               | 3                                     | 2                                     | 1                                     | 6     |
| 5                                     | Sverige                               | 2                                     | 4                                     | 4                                     | 10    |
| 6                                     | USA                                   | 2                                     | 3                                     | 2                                     | 7     |
| 7                                     | Norge                                 | 2                                     | 1                                     | 1                                     | 4     |
| 8                                     | Italien                               | 1                                     | 2                                     | 0                                     | 3     |
| 9                                     | Tyskland                              | 1                                     | 0                                     | 1                                     | 2     |
| 10                                    | Canada                                | 0                                     | 1                                     | 2                                     | 3     |
| 11                                    | Japan                                 | 0                                     | 1                                     | 0                                     | 1     |
| 12                                    | Polen                                 | 0                                     | 0                                     | 1                                     | 1     |
|                                       | Ungarn                                | 0                                     | 0                                     | 1                                     | 1     |
| Total                                 | Total                                 | 25                                    | 23                                    | 24                                    | 72    |

## Deltagende nationer
Legene havde deltagelse af følgende 32 nationer:
| - Australien - Belgien - Bolivia - Bulgarien - Canada - Chile - Finland - Frankrig | - Grækenland - Holland - Iran - Island - Italien - Japan - Jugoslavien - Libanon | - Liechtenstein - Norge - Polen - Rumænien - Schweiz - Sovjetunionen - Spanien - Storbritannien | - Sverige - Sydkorea - Tjekkoslovakiet - Tyrkiet - Tyskland - Ungarn - USA - Østrig |

Bolivia, Iran og Sovjetunionen deltog i olympiske vinterlege for første gang.

## Ishockey
Den olympiske ishockeyturnering blev spillet på isstadion i Cortina d'Ampezzo, og den gjaldt samtidig som det 23. verdensmesterskab i ishockey. For de europæsike hold gjaldt der endvidere som det 34. EM i ishockey. Turneringen blev spillet den 26. januar – 4. februar 1956.
De 10 deltagende hold spillede først en indledende runde i tre grupper, hvorfra de to bedste i hver gruppe gik videre til finalerunden om 1.-6.pladsen, mens de sidste fire hold spillede videre i placeringsrunden om pladserne 7-10.
Sovjetunionen vandt OL-guld for første gang, og det var samtidig det sovjetiske holds anden VM-titel. USA vandt overraskende sølv, men for de femdobbelte olympiske mestre fra Canada rakte indsatsen denne gang sensationelt kun til bronze.

### Kvalifikation
Et tysk hold var kvalificeret til at deltage i turneringen, så de to tyske landshold spillede en udtagelseskamp om OL-pladsen. Kampen blev spillet den 16. november 1955 i Østberlin, og den blev vundet 7-3 af Vesttyskland.

### Indledende runde
De 10 lande var inddelt i tre grupper. De to bedste fra hver gruppe gik videre til finalerunden, mens de øvrige hold fortsatte i placeringsrunden.
Gruppe A
| Dato  | Kamp                   | Res. | Perioder       |
| ----- | ---------------------- | ---- | -------------- |
| 26.1. | Italien - Østrig       | 2-2  | 0-2, 1-0, 1-0  |
| 26.1. | Canada - Vesttyskland  | 4-0  | 2-0, 2-0, 0-0  |
| 27.1. | Canada - Østrig        | 23-0 | 6-0, 11-0, 6-0 |
| 27.1. | Italien - Vesttyskland | 2-2  | 1-1, 0-1, 1-0  |
| 28.1. | Canada - Italien       | 3-1  | 1-1, 0-0, 2-0  |
| 29.1. | Vesttyskland - Østrig  | 7-0  | 1-0, 1-0, 5-0  |

| Gruppe A     | Kampe | Mål  | Point |
| ------------ | ----- | ---- | ----- |
| Canada       | 3     | 30-1 | 6     |
| Vesttyskland | 3     | 9-6  | 3     |
| Italien      | 3     | 5-7  | 2     |
| Østrig       | 3     | 2-32 | 1     |

Gruppe B
| Dato  | Kamp                    | Res. | Perioder      |
| ----- | ----------------------- | ---- | ------------- |
| 27.1. | Tjekkoslovakiet - USA   | 4-3  | 2-1, 0-1, 2-1 |
| 28.1. | USA - Polen             | 4-0  | 1-0, 0-0, 3-0 |
| 29.1. | Tjekkoslovakiet - Polen | 8-3  | 1-1, 6-2, 1-0 |

| Gruppe B        | Kampe | Mål  | Point |
| --------------- | ----- | ---- | ----- |
| Tjekkoslovakiet | 2     | 12-6 | 4     |
| USA             | 2     | 7-4  | 2     |
| Polen           | 2     | 3-12 | 0     |

Gruppe C
| Dato  | Kamp                    | Res. | Perioder      |
| ----- | ----------------------- | ---- | ------------- |
| 27.1. | Sovjetunionen - Sverige | 5-1  | 1-1, 2-0, 2-0 |
| 28.1. | Sverige - Schweiz       | 6-5  | 2-3, 3-1, 1-1 |
| 29.1. | Sovjetunionen - Schweiz | 10-3 | 4-1, 2-0, 4-2 |

| Gruppe C      | Kampe | Mål  | Point |
| ------------- | ----- | ---- | ----- |
| Sovjetunionen | 2     | 15-4 | 4     |
| Sverige       | 2     | 7-10 | 2     |
| Schweiz       | 2     | 8-16 | 0     |

### Finalerunde
De to bedste fra hver indledende gruppe gik videre til finalerunden.
| Dato  | Kamp                            | Res. | Perioder      |
| ----- | ------------------------------- | ---- | ------------- |
| 30.1. | USA - Vesttyskland              | 7-2  | 6-0, 1-0, 0-1 |
| 30.1. | Sovjetunionen - Sverige         | 4-1  | 1-1, 1-0, 2-0 |
| 30.1. | Canada - Tjekkoslovakiet        | 6-3  | 1-1, 3-2, 2-0 |
| 31.1. | Sverige - Tjekkoslovakiet       | 5-0  | 1-0, 2-0, 2-0 |
| 31.1. | Sovjetunionen - Vesttyskland    | 8-0  | 0-0, 7-0, 1-0 |
| 31.1. | USA - Canada                    | 4-1  | 2-0, 0-1, 2-0 |
| 1.2.  | USA - Sverige                   | 6-1  | 1-1, 2-0, 3-0 |
| 2.2.  | Canada - Vesttyskland           | 10-0 | 1-0, 4-0, 5-0 |
| 2.2.  | Sovjetunionen - Tjekkoslovakiet | 7-4  | 2-1, 3-0, 2-3 |
| 3.2.  | Canada - Sverige                | 6-2  | 3-2, 1-0, 2-0 |
| 3.2.  | Tjekkoslovakiet - Vesttyskland  | 9-3  | 2-3, 5-0, 2-0 |
| 3.2.  | Sovjetuinonen - USA             | 4-0  | 0-0, 1-0, 3-0 |
| 4.2.  | Sverige - Vesttyskland          | 1-1  | 0-0, 1-0, 0-1 |
| 4.2.  | USA - Tjekkoslovakiet           | 9-4  | 1-0, 3-2, 5-2 |
| 4.2.  | Sovjetunionen - Canada          | 2-0  | 0-0, 1-0, 1-0 |

| Slutstilling    | Kampe | Mål   | Point |
| --------------- | ----- | ----- | ----- |
| Sovjetunionen   | 5     | 25-5  | 10    |
| USA             | 5     | 26-12 | 8     |
| Canada          | 5     | 23-11 | 6     |
| Sverige         | 5     | 10-17 | 3     |
| Tjekkoslovakiet | 5     | 20-30 | 2     |
| Vesttyskland    | 5     | 6-35  | 1     |

### Placeringsrunde
De fire hold, der ikke gik videre til finalerunden, spillede placeringsrunde om pladserne 7-10.
| Dato  | Kamp              | Res. | Perioder      |
| ----- | ----------------- | ---- | ------------- |
| 31.1. | Schweiz - Østrig  | 7-4  | 3-1, 2-1, 2-2 |
| 1.2.  | Italien - Østrig  | 8-2  | 4-1, 1-1, 3-0 |
| 1.2.  | Polen - Schweiz   | 6-2  | 2-1, 2-1, 2-0 |
| 2.2.  | Italien - Schweiz | 8-3  | 6-1, 1-2, 1-0 |
| 2.2.  | Polen - Østrig    | 4-3  | 1-1, 0-1, 2-0 |
| 3.2.  | Italien - Polen   | 5-2  | 0-0, 3-1, 2-1 |

| Slutstilling | Kampe | Mål   | Point |
| ------------ | ----- | ----- | ----- |
| Italien      | 3     | 21-7  | 6     |
| Polen        | 3     | 12-10 | 4     |
| Schweiz      | 3     | 12-18 | 2     |
| Østrig       | 3     | 9-19  | 0     |

### Samlet rangering
| OL / VM 1956 | OL / VM 1956    |
| ------------ | --------------- |
| Guld         | Sovjetunionen   |
| Sølv         | USA             |
| Bronze       | Canada          |
| 4.           | Sverige         |
| 5.           | Tjekkoslovakiet |
| 6.           | Vesttyskland    |
| 7.           | Italien         |
| 8.           | Polen           |
| 9.           | Schweiz         |
| 10.          | Østrig          |

| EM 1956 | EM 1956         |
| ------- | --------------- |
| Guld    | Sovjetunionen   |
| Sølv    | Sverige         |
| Bronze  | Tjekkoslovakiet |
| 4.      | Vesttyskland    |
| 5.      | Italien         |
| 6.      | Polen           |
| 7.      | Schweiz         |
| 8.      | Østrig          |